# 가든 오브 알라
가든 오브 알라(The Garden Of Allah)는 미국에서 제작된 리처드 볼레스라브스키 감독의 1936년 영화이다. 마를렌 디트리히 등이 주연으로 출연하였고 데이빗 O. 셀즈닉 등이 제작에 참여하였다.

## 출연

### 주연
- 마를렌 디트리히
- 샤를르 보와이에

### 조연
- 배질 라스본
- C. 오브리 스미스
- 조셉 쉴드크로트
- 존 캐러딘
- 앨런 마셜
- 루실 왓슨
- 헨리 브랜든
- 틸리 로쉬

## 제작진
- 원작자: 로버트 히첸스
- 조감독: 에릭 스테이시
- 의상: Ernest Dryden